# Manfred Reiß
Manfred Reiß (* 1. Juli 1936 in Großenhain; † 1. September 2015) war ein deutscher Sportwissenschaftler und Leichtathletiktrainer.

## Leben
Reiß schloss die Schule nach der achten Klasse ab, um eine Lehre als Herrenmaßschneider zu beginnen, da er den elterlichen Betrieb übernehmen sollte. Als aktiver Leichtathlet war er auf den Mittelstreckenlauf spezialisiert. Später holte er das Abitur nach, wurde Sportlehrer an einer Berufsschule, ehe er zwischen 1955 und 1960 ein Fernstudium an der Deutschen Hochschule für Körperkultur (DHfK) absolvierte. Nach dem Abschluss des Studiums wurde er an der DHfK zunächst Leichtathletiklehrer, ab 1963 arbeitete Reiß in Berlin als Hauptreferent für Leistungssport im Staatlichen Komitee für Körperkultur und Sport. 1964 schloss er an der DHfK seine Doktorarbeit ab. Das Thema lautete „Untersuchungen über die unmittelbare Wettkampfvorbereitung im Mittelstreckenlauf: ein Beitrag zur Vorbereitung der Mittelstreckenläufer auf die Olympischen Spiele 1964“.
Von 1965 bis 1969 war er in der Forschungsstelle der DHfK tätig, ab 1965 trainierte Reiß zudem die Mittelstreckenläufer Jürgen May, Manfred Matuschewski und Siegfried Herrmann, May lief unter seiner Anleitung im Jahr 1965 Weltrekord über 1000 Meter, Matuschewski 1966 deutschen Rekord über die 800-Meter-Strecke.
Ab 1969 arbeitete er am Leipziger Forschungsinstitut für Körperkultur und Sport (FKS) im Fachbereich Ausdauersportarten. 1977 wurde seine Habilitation (Thema: „Zu einigen Problemen der Leistungsentwicklung in den Männerdisziplinen des DDR-Leistungssports: ein trainingsmethodisch-konzeptioneller Beitrag zur Überwindung des zu geringen Entwicklungstempos der Männerleistungen in bedeutenden Sportarten der DDR“) angenommen, 1978 wurde er Professor.
Sein Forschungsschwerpunkt lag in trainingswissenschaftlichen Aspekten der Leichtathletik.
Nach der Wende war Reiß ab 1992 am neuentstandenen Institut für Angewandte Trainingswissenschaft (IAT) tätig. 2004 schied er dort aus, blieb beruflich aber in der Ausbildung von Fitnesstrainern und Fitnessökonomen aktiv, und zwar an der Leipziger Berufsakademie sowie später an der Deutschen Hochschule für Prävention und Gesundheitsmanagement.